# Јордански журнал машинског и индустријског инжењерства
Јордански журнал машинског и индустријског инжињерства је научни журнал који издаје Хашемит Универзитет у сарадњи са Министарством за више образовање и научно истраживање Јордана. 
Журнал је основан 2007. и бави се инжињерством, укључујући израчуњљиву динамику флуида, термодинамику, мехатронику и изворима обновљиве енергије. Журнал је индексиран у Scopus, гдје се поставља и сажетак часописа.  